# Kırıkhan
Kırıkhan – miasto w Turcji w prowincji Hatay.
Według danych na rok 2000 miasto zamieszkiwało 63 615 osób.